# Gli Orazi e i Curiazi
Gli Orazi e i Curiazi és una òpera en tres actes de Domenico Cimarosa, amb llibret d'Antonio Simeone Sografi, basat en l'Horaci de Pierre Corneille, una interpretació de la llegenda del combat dels Horacis i Curiacis de l'antiga Roma. S'estrenà al Teatro La Fenice de Venècia el 26 de desembre de 1796.

## Representacions
Gli Orazi e i Curiazi va inaugurar la temporada de la Fenice del 1796. Entre els seus intèrprets hi havia la famosa Giuseppina Grassini, cantant que va fer trontollar a més d'una testa coronada, inclosa la de Napoleó Bonaparte. Aquesta òpera és considerada com una de les òperes serioses més interessants de finals del segle xviii. Cimarosa hi va potenciar la contundència
i l'alè de les seves línies melòdiques, arribant a resultats de particular puresa. Una ària, potser no la més interessant en els nostres dies, va assolir un èxit extraordinari. Es tracta de Quelle pupille tenere, que, en paraules de Stendhal, és «l'ària seria més bella que, potser, existeix». L'escriptor francès la cita en el capítol 26 de La cartoixa de Parma com la pàgina musical que commou Fabrizio del Dongo quan, vestint ja l'hàbit, torna a trobar-se amb la inoblidable Clelia, el seu amor impossible, casada contra la seva voluntat amb un altre home.
L'estrena fou un fracàs i Cimarosa, decebut, decidí marxar de la ciutat immediatament, però, tal com passaria vint anys més tard amb El barber de Sevilla de Rossini, l'òpera es convertiria amb el temps en un gran èxit, amb 48 actuacions per als principals teatres europeus, entre els quals el Teatro La Scala de Milà i la cort imperial de Napoleó a París.